# Naser Mestarihi
Naser Mestarihi (em árabe: ناصر شاهر صالح المستريحي; Doha, 14 de outubro de 1987) é um cantor, compositor e músico qatariano. É conhecido por suas inúmeras performances musicais na Jordânia e no Paquistão. Seu álbum Naser Mestarihi EP é considerado o primeiro do gênero rock lançado em Qatar. Além desse, lançou um segundo álbum em 17 de junho de 2013, 1987.

## Vida pessoal
Naser Mestarihi nasceu e foi criado na capital de Qatar, Doha. Seu pai é árabe-jordaniano; e sua mãe, paquistanesa. Os membros mais próximos de sua família eram todos músicos, e se interessou pela carreira principalmente quando seus pais lhe deram um disco de rock na infância. Apesar de não ser formalmente treinado, sua mãe o matriculou em uma escola de música; mas, devido à sua falta de interesse e queixas constantes do que lhe era ensinado, Naser deixou as aulas e começou a aprender a tocar guitarra sozinho.
Naser citou muitas bandas como influências na sua música. Seu grupo musical favorito é Guns N' Roses. Além desta, o músico qatariano afirma se identificar com bandas das décadas de 1960 e 1970, como The Beatles, Led Zeppelin, Thin Lizzy e The Who. Ele é graduado em Relações Públicas, Jornalismo e Comunicação pela Universidade de Middlesex. Naser Mestarihi também sofre de transtorno obsessivo-compulsivo.

## Carreira musical
A carreira musical de Naser Mestarihi iniciou em 2004, quando fazia algumas performances em espaços pequenos. Apareceu em um documentário exibido pela rede dinamarquesa DR. Como instrumentista, seus trabalhos começaram em 2007 com diversos shows nos Emirados Árabes Unidos, e repercutiu bastante pelas rádios de seu país de origem, Qatar.
Ele começou a gravar o seu primeiro álbum de estúdio em dezembro de 2009, Naser Mestarihi EP, que foi lançado em 31 de dezembro de 2010, tornando-se o primeiro registro oficial de rock de produção qatariana. Seu segundo álbum veio em 17 de junho de 2013, intitulado 1987.